# Albert Wesker
Albert Wesker (アルバート。ウェスカー Arubāto Wesukā?) es un personaje del videojuego de terror y supervivencia Resident Evil, desarrollados por Capcom, en los que participó como antagonista principal desde su primera entrega hasta Resident Evil 5.
Fue un prominente enemigo en los videojuegos. Empezó trabajando junto a William Birkin para James Marcus, bajo las órdenes directas de Oswell E. Spencer, dueño y cofundador de Umbrella Corp. Bajo las órdenes de Spencer, él y Birkin asesinan a Marcus. Tras la traición que siente Wesker en Resident Evil 1 y el engaño de Spencer, este promete capturarlo sea como sea y apoderarse de su compañía, en Umbrella Chronicles se apodera de Umbrella y en Resident Evil 5 mata a Oswell E. Spencer, ya que este le revela la verdad de su origen: Un producto de investigación con el virus Progenitor.

## Origen y características

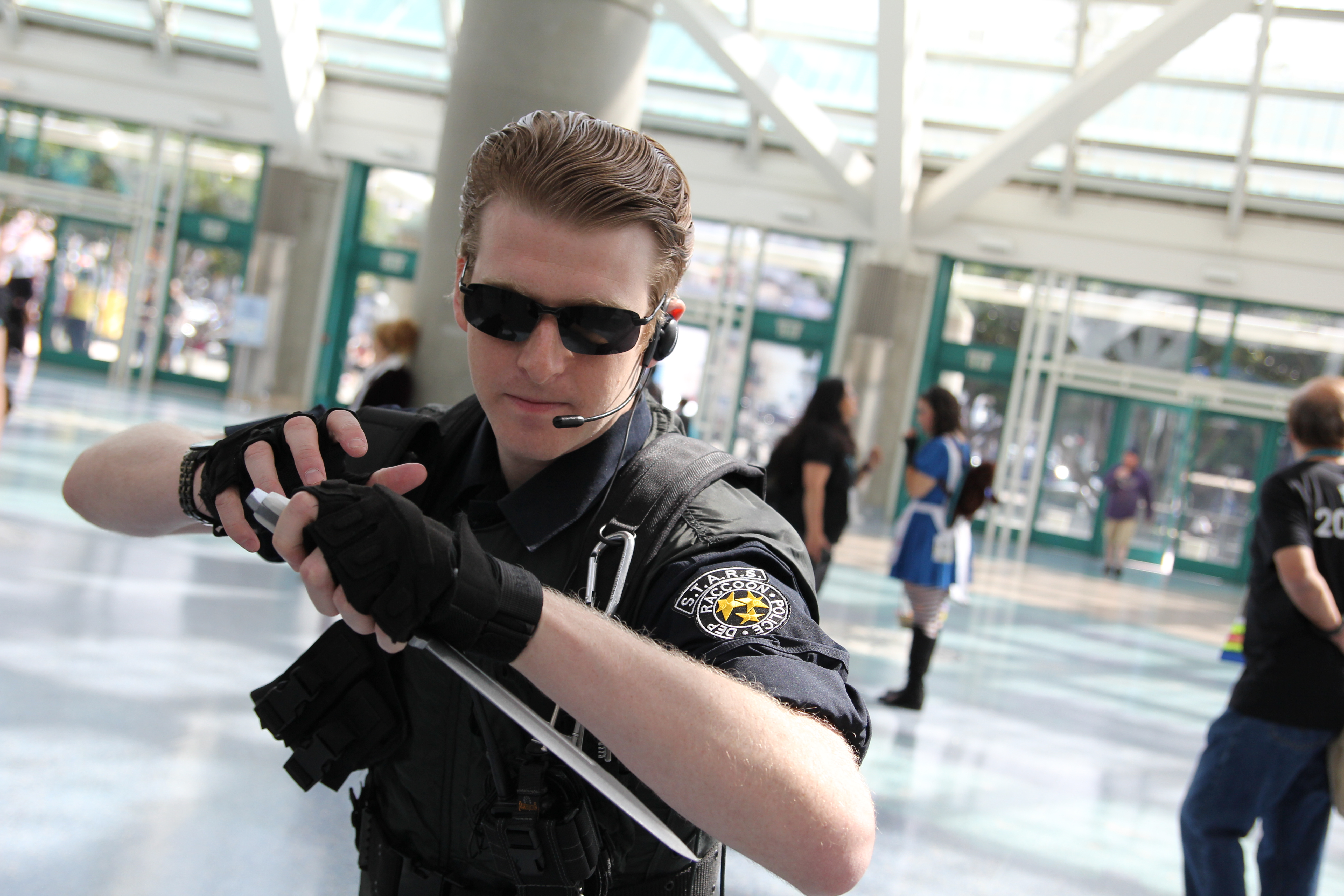

Albert y Alex Wesker son en realidad los únicos supervivientes del Proyecto Wesker, un proyecto secreto de Umbrella supervisado por el propio Oswell E. Spencer, que consistía en darle vida a un ser humano perfecto creado gracias al virus Progenitor. El plan originalmente trataba crear una estirpe de seres humanos, todos ellos apellidados Wesker, los cuales tendrían todas las capacidades necesarias para sobrevivir al próximo cambio de siglo gracias al virus Progenitor. Sin embargo, el experimento fue un fracaso al ser Albert y Alex los únicos supervivientes, ya que los demás infantes murieron al no soportar sus cuerpos el peligroso virus. Con el desastre de Raccoon City, todos los datos del experimento se perdieron cuando la ciudad fue destruida.
Albert Wesker es considerado el villano por excelencia de la serie. Su vestimenta negra, en compañía de sus gafas de sol para ocultar su identidad, imponen respeto. Wesker se ha considerado presuntuoso desde joven; precavido, manipulador e ingenioso para evadir y solucionar sus problemas con las diversas empresas, que le han dado ciertos conflictos de muerte (Corporación Umbrella, S.T.A.R.S.) con el objetivo de crear una raza humana superior reuniendo distintos virus; este científico, expolicía y espía se introduce de lleno en la oscura y peligrosa trama de Resident Evil.
Es presentado por primera vez como el capitán del equipo Alfa de los STARS. Tras entrar a la Mansión Spencer con el resto de ellos, desaparece para investigar. Luego, va apareciendo paulatinamente para comunicarse con los protagonistas -entre ellos Chris- y darles instrucciones. Al final del primer videojuego, traiciona a los STARS sobrevivientes y posteriormente es atravesado por un Tyrant (que él mismo liberó) y dado por muerto, pero sobrevive ya que se había inyectado el G-virus. Finalmente, muere en un volcán activo en Resident Evil 5, gracias a Chris y Sheva.

## El plan de Albert Wesker
Albert Wesker tenía apenas 18 años cuando fue reclutado, junto con William Birkin, por Oswell E. Spencer un personaje clave desde el comienzo de toda esta saga diferenciándose ambos por el pragmatismo del primero y la inteligencia precoz del segundo. En ese momento, el único científico superior era el Dr. James Marcus.
Por órdenes de Spencer, que pretendía monopolizar Umbrella y ser su único propietario, Wesker y Birkin eliminaron a Marcus, con lo cual la compañía estuvo bajo el mando absoluto de Oswell E. Spencer, quien, junto con el apoyo de un equipo de científicos encabezados por Willian Birkin, mejoraron la efectividad del T-Virus desarrollando una nueva cepa conocida como G-Virus, a partir de otra cepa mejorada del T-Virus que encontraron desarrollándose en el cuerpo de Lisa Trevor, la hija del arquitecto de la mansión Spencer, en las montañas Arklay.
Por órdenes directas y porque ya no se encontraba en condiciones de llevar el ritmo del nivel que habían alcanzado las investigaciones, Wesker fue enviado a infiltrarse en el cuerpo de oficiales de Raccoon, ascendido a capitán de los STARS, a los que más tarde se encargó de eliminar. Terminó arriesgando su vida y perdiendo su humanidad, ya que después de los hechos ocurridos en la mansión dejó de ser una persona normal y corriente gracias a un variación del virus creada por Willian Birkin que le permitió, al ser atacado, entrar en una fase de letargo de la cual despertó con una fuerza sobrehumana, y con el único propósito de llevar a cabo un plan que le permitió apropiarse del experimento madre de Umbrella y pasar por muerto, pero aún conservando su inteligencia y su audacia.
Albert Wesker es el villano clave en la serie Resident Evil y posiblemente el más temido, ya que tiene en su poder el T-Virus, el G-Virus del cual obtuvo las muestras del cadáver de Birkin, el T-Veronica que tomó del cadáver de Steve, aunque no se sabe si sigue con vida y un elemento indispensable: los anticuerpos que desarrolló Sherry Birkin contra el G-Virus, además de tenerla en custodia.
Han transcurrido 6 años desde el desastre de Raccoon City; ahora Sherry tiene 18 años de edad. No obstante, se ha sentido extraña y Wesker ha decidido enfocarse en ella más aún desde Resident Evil 4 en la línea temporal, en la cual por medio de Ada Wong consigue la muestra de Las Plagas ya que se lo arrebata a Leon S. Kennedy, obtenidas del cadáver de Osmund Saddler, adquiriendo un aditamento nuevo a su ya vasto arsenal de virus.
En 2009 (Resident Evil 5) Albert Wesker mantiene una relación con Excella Gionne. Se reveló la última parte de su plan: después de conocer su origen y haber matado a su jefe, Ozwell E. Spencer, Wesker ha logrado crear un virus altamente peligroso llamado Uroboros, con el cual pretende infectar a todo el mundo y así crear a un ser humano superior que repoblará y dominará toda la Tierra. Wesker muere al final de Resident Evil 5 en la zona volcánica por 2 cohetes lanzados por Chris Redfield y Sheva Alomar.

## Informes de Wesker (Wesker's Report)
Los Wesker's Report son documentales que fueron producidos por Capcom para proporcionar un trasfondo de los acontecimientos de la serie Resident Evil, y se ofrecen en varias versiones de Resident Evil Code: Verónica X. El vídeo del Wesker's Report 1 es una recopilación de clips de Resident Evil 1, 2 y 3. Son narrados por Albert Wesker y, de momento, solo hay tres informes. Los informes son una explicación muy detallada de todo el argumento de Resident Evil, desde RE1 hasta Resident Evil Code: Verónica. En ellos se esclarecen muchos datos sobre su pasado: cómo y dónde empezó a trabajar para Umbrella, con quién, qué hizo tras su supuesta muerte, etc. También el protagonista homólogo de él explica que comenzó a trabajar en el proyecto BOW en la mansión Spencer, a las afueras de Raccoon City, en las Montañas Arklay. En el primer informe se profundiza desde su llegada a la Mansión Spencer hasta la destrucción de Raccoon City, mientras que el segundo informe se enfoca en su pasado y el de William Birkin —que desarrolló el G-virus tomando los experimentos y avances del T-virus de James Marcus—, además de escudriñar los experimentos e investigaciones de la corporación Umbrella en Europa, como el parásito Némesis o el virus T-Verónica, y de los que no se averiguo nada.
En mayo de 1998 comenzaron los extraños asesinatos en las Montañas Arklay, las víctimas mostraban posibles ataques de canibalismo; para julio ya eran nueve víctimas. La población de Raccoon City se alborotó al ver la ineficacia de la policía para detener a los posibles asesinos, así que se pidió la ayuda al grupo de élite de la policía, los STARS. Wesker, seis meses atrás, se había infiltrado como líder de STARS bajo las órdenes de Umbrella, además era el único que sabía que las muertes eran obra del T-virus. El día 24 de julio de 1998, Wesker recibió una nueva orden de Umbrella: «Envía a los STARS a la mansión, deshazte de ellos y reporta la situación al alto mando para que de esta manera el combate de ellos contra las armas biológicas podrá ser usado como datos de análisis». De este modo, Umbrella conoció mejor las habilidades de combate de sus armas biológicas.
De los dos equipos, Wesker envió primero al equipo Bravo, cuyo helicóptero cayó en los bosques de Arklay, así que el equipo Alfa iría al rescate del otro equipo sin saber que de ambos equipos muchos morirían: de los once miembros de STARS, solo sobrevivieron cinco, los cuales buscaron refugio en la mansión Spencer. Los miembros supervivientes mostraron su eficacia luchando contra las armas biológicas en la mansión; parecía que ninguna arma biológica podría pararlos. La única forma de hacerlo fue llevándolos frente al arma biológica más poderosa en la mansión; esa arma era el Tyrant T-002. Wesker llevó a los supervivientes al laboratorio del Tyrant. Antes de esto, se inyectó una muestra del virus que le dio su amigo William Birkin; el virus lo dejó en una muerte temporal de la que despertó con poderes sobrehumanos. En el laboratorio permitió que el Tyrant lo atacara para hacer creer a todos que había muerto. En la lucha entre los STARS y este, Wesker adquirió información de las habilidades de combate de dicha arma. Pensó que los miembros de STARS habían sido asesinados, pero no fue así; lograron escapar en helicóptero después de dar muerte a la BOW; los planes de Wesker habían fracasado. Al final, despertó de su pseudomuerte para escapar de la mansión antes de que explotara.

## Participaciones

### Videojuegos

#### Resident Evil 0
Wesker fue enviado de Nueva York a Raccoon City debido a su ascenso a capitán de STARS, la unidad especial del departamento de policía de dicha localidad. Pero en realidad él trabajaba con la Corporación Umbrella.
El 23 de julio de 1998, después de haber mandado al equipo Bravo a las montañas de Arklay, Wesker junto con su colega William Birkin habían comenzado la adquisición de datos de combate. Pero se descubrió el regreso de un "resucitado" James Marcus después de haber atacado el Ecliptic Express y a sus pasajeros eliminados. En respuesta, Wesker y Birkin llevaron al equipo Delta del Servicio de Seguridad de Umbrella en un intento de volver a tomar el tren, que terminó en fracaso. Como los dos acontecimientos, vistos se desplegaban al Centro de Formación, sería allí donde se volverían a encontrar con el Dr. Marcus, allí reunieron los datos de combate de Rebecca Chambers y Billy Coen y sus encuentros con las criaturas y BOW que infestan la zona.
Wesker se dio cuenta de que la caída de Umbrella es evidente, y que era el momento perfecto de irse y buscar sus intereses personales. Al intentar volver a Raccoon City para llevar a cabo el procedimiento de mandar al equipo Alfa a la mansión, Wesker se encontraría con un viejo camarada llamado Sergei Vladimir, la mano derecha de Spencer, Sergei envía a Ivan, una especie de Tyrant-103 para acabar con Wesker, pero el sistema de autodestrucción que William Birkin activo para no dejar rastro del Dr. Marcus en el centro de formación de Umbrella, hace inevitable que Wesker escape tras la explosión del lugar.

#### Resident Evil 1

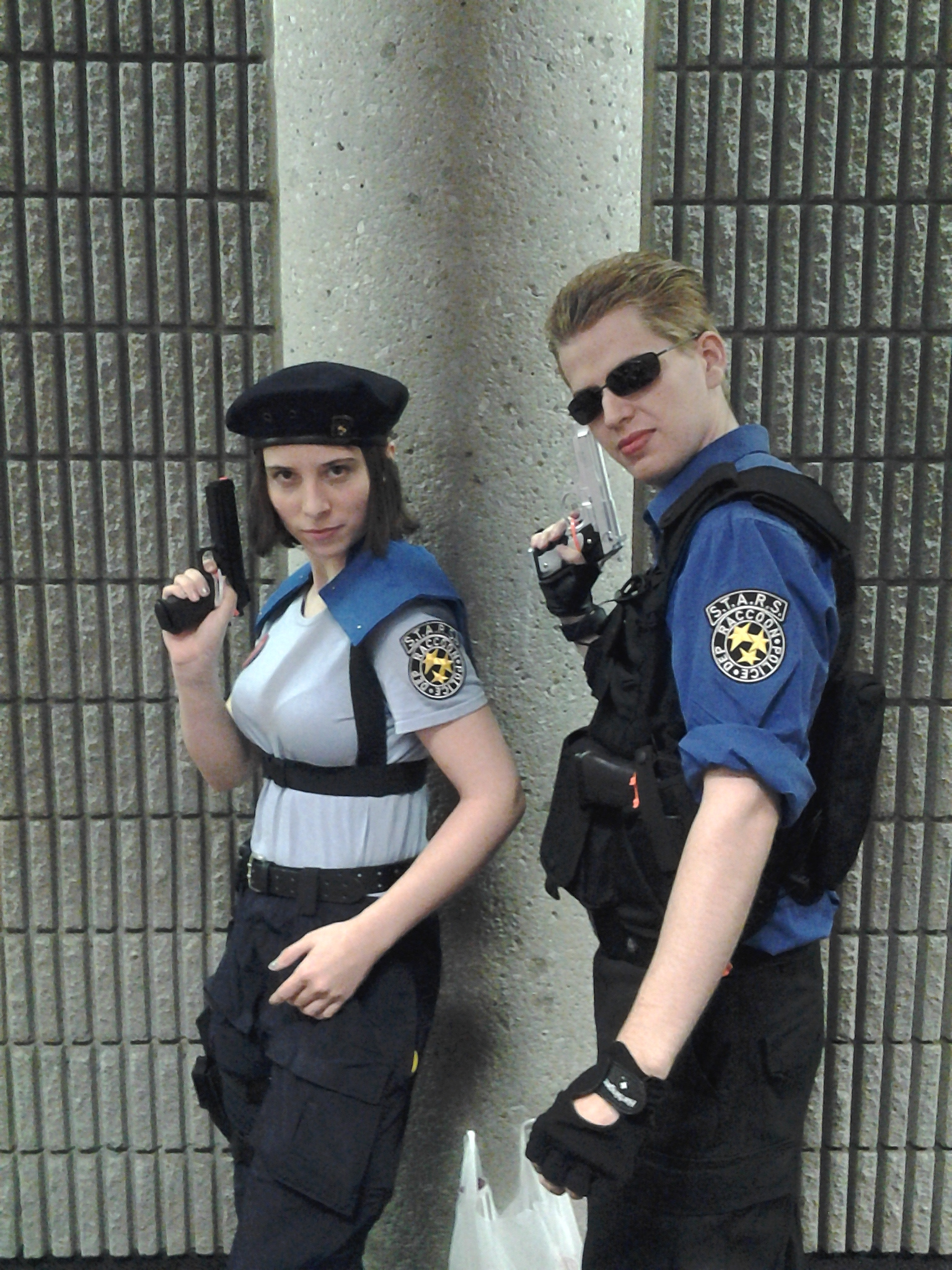

El 24 de julio de 1998, Wesker enviaria al equipo Alfa para rescatar a sus compañeros del equipo Bravo, en el que estuvo presente para aparentar normalidad y eliminar cualquier pista que pudiese comprometer sus planes. Algunos de los miembros del equipo Alfa se refugiaron en la mansión Spencer ignorando el peligro que se ocultaba entre sus paredes, después de huir del ataque de los Cerberus, perros de raza Dobermann infectados con el T-Virus, que se encontraban de manera libre en los aledaños de la mansión y el bosque que la circundaba. Durante el ataque de los Cerberus, Joseph Frost, del equipo Alfa, encuentra la muerte. Ya dentro del edificio Wesker decide dividir el equipo. Después del terrible ataque sufrido por los sangrientos cánidos, Chris Redfield, Jill Valentine, Barry Burton y Albert Wesker eran los únicos que quedaban en pie, además de Richard Aiken, Rebecca Chambers y Enrico Marini, del equipo Bravo, a los que encontraron durante el largo recorrido por la mansión. El equipo Alfa fue encontrando por los rincones de la mansión los cadáveres de sus compañeros perdidos. Incluso hallaron al moribundo Richard Aiken, que fue atacado por una serpiente gigante infectada con el T-Virus, la famosa Yawn.
Enrico Marini había descubierto los planes de Wesker, por lo que él lo eliminó en cuanto pudo. Su plan era recabar información de batalla del Tyrant, la BOW más fuerte del laboratorio secreto de la mansión. este era el gran proyecto para unirse a otra corporación junto con los datos obtenidos. Además fingió su propia muerte introduciéndose previamente un virus que William Birkin le dio. En realidad ese no era el T-Virus, sino el G-Virus, solo que todavía no estaba completo al máximo. Esto se aprecia en la conversación que tiene Wesker con su colega William quien le advierte que tal vez no sea seguro; exactamente un día antes de la operación que transcurre en Resident Evil Zero.
Y qué mejor para ver al Tyrant en acción que los STARS supervivientes. Wesker incluso ayuda a Chris Redfield y Jill Valentine para que puedan sobrevivir y llegar al laboratorio donde él y el Tyrant estarían esperándolos. Esto se deduce cuando el jugador regresa a la mansión después de liquidar a la Planta 42 y obtener la última llave que permitía abrir las puertas de las habitaciones que faltaban por investigar.
Barry Burton jugó el papel de traidor debido a que Wesker lo estaba presionando con lo que Barry más quería, su familia: su mujer y sus dos hijas.
Una vez que los miembros de STARS llegaron al laboratorio subterráneo secreto y conocieron más sobre Umbrella y sus experimentos y artimañas, se encontraron con Wesker que, herido en su orgullo y ansioso por liberar y poner en acción a lo que él consideraba el arma biológica definitiva, soltó al Tyrant con la intención de que los eliminase, pero para su supuesta sorpresa su creación se volvió contra él. Aunque Wesker estaba seguro de la victoria del Tyrant subestimó el gran potencial de Chris y Jill, quienes acaban destruyéndolo y consiguen escapar de la mansión, que termina explotando. Wesker, una vez recuperado del ataque, logra huir a tiempo.
Después de resucitar de su aparente muerte, se da cuenta de que su gran plan ha sido frustrado por los STARS, habiendo arriesgado su existencia y perdiendo los datos obtenidos junto con el Tyrant; pero Wesker buscaría la manera de vengarse de ellos.

#### Resident Evil 2
Se tenía la idea de que Wesker habría tenido una minuciosa participación en Resident Evil 2 al rescatar personalmente a Ada Wong (la cual se supone que trabaja para él o para sus nuevos superiores) antes de la explosión de Raccoon City. Este hecho se ve confirmado en Resident Evil: The Umbrella Chronicles en el que por haber tenido éxito en la obtención de una muestra del G-Virus desarrollado por William Birkin la ayuda a escapar, informándole de una ruta de escape, un último helicóptero que partiría de Raccoon City.

#### Resident Evil Code: Verónica
Albert Wesker reaparece en esta parte, pero esta vez trabajando para la empresa rival de Umbrella, la HCF (Hive Capture Force). Su objetivo es robar el virus desarrollado por Alexia Ashford, llamado T-Verónica.
Alexia y su padre están dados por muertos en un accidente hace años, siendo Alfred Ashford (su hermano) su mejor opción. este dirige un complejo de experimentación y entrenamiento de HUNK en Isla Rockfort. El plan es simple: asalta el lugar con un bombardeo, propaga el T-Virus y suelta sus propias armas biológicas para registrar el lugar sin ser descubierto en medio del caos. Durante su recorrido se encuentra con Claire Redfield, la hermana de su odiado enemigo Chris Redfield; después de asustarla prosigue su búsqueda, viendo que su presencia puede serle útil.
Efectivamente, Claire y Steve le muestran que el escondite secreto de Alexia (viva) está en el Polo Sur. Wesker finalmente encuentra a Alexia y le exige el virus, pero ella lo ataca convirtiéndose en una mujer-hormiga de fuego, dejándole el trabajo de matarla a Chris. Se niega tachándolo de indigno y lo ataca con el poder del T-Verónica, la lucha se promete dura y ante la sorpresa de encontrarse al mismísimo Chris Redfield en medio de esto, huye dejando que él le haga el trabajo.
Chris vence a Alexia y Wesker toma el cuerpo de Steve Burnside (compañero de Claire en esta aventura), el cual ha sido sometido al virus como experimento de Alexia.
Luego aprovecha un descuido para atrapar a Claire y obligar a Chris a enfrentársele con el único objetivo de vengarse de él por entorpecer sus planes en el pasado. Antes de comenzar les informa de que no hay problema en que hayan exterminado a Alexia, ya que del cuerpo de Steve tomará el T-Verónica y quizás lo reviva con el fin de que trabaje para él. Chris y Wesker se enfrentan mostrándose un Albert Wesker que hace gala de nuevos poderes sobrehumanos. Aunque Chris lo sepulta bajo una pila de vigas de acero Wesker sobrevive algo maltrecho y tras una explosión que les obliga a separarse, ambos prometen volver a rendir cuentas en el futuro. Wesker, con el rostro quemado por la explosión, logra huir antes de que la base de la Antártida explote.

#### Resident Evil: The Darkside Chronicles
Este juego incorpora varios capítulos de Resident Evil, teniendo Wesker papel en alguno de ellos:
Albert Wesker aparece aquí en algunos escenarios de esta entrega, en uno titulado "The Game of Oblivion"; donde sus apariciones son en Resident Evil Code: Verónica y son técnicamente pasadas por alto salvo mínimas menciones, el otro es "Operation Javier"; donde se observa en el final del episodio adicional de Krauser, dando a entender como Krauser conoce a Wesker.
Operation Javier
En el año 2002, Wesker comenzó su interés por América del Sur. Wesker entra en contacto con un hombre que busca desesperadamente un tratamiento para su hija, el capo de la droga Javier Hidalgo. Vendió el T-Verónica a Javier como un medicamento analéptico por una gran suma de dinero y una participación en una asociación de negocios colusorios. No es claro que motivo llevó a Wesker a poner el T-Verónica, cuyo efecto dominó en todo el continente, en manos de Javier. Wesker aparece al final del capítulo, se ve alguien observando el suceso desde unos binoculares. Krauser se pregunta que si logra contactar con Wesker, él recuperaría la fuerza en su brazo; se ve a Wesker retirándose.

#### Resident Evil: The Umbrella Chronicles
Todo el juego narra, desde el punto de vista de Wesker, los acontecimientos que tomaron lugar desde Resident Evil 0 hasta Resident Evil 3 y lo que sucedió después. Así también se explora su rivalidad con el excoronel ruso Sergei Vladimir, el cual siempre lo llama «camarada».
En el año 2003, Wesker asaltó la fortaleza final de Umbrella, al sur de Rusia, la cual estaba llena de las creaciones del virus que había liberado Sergei, ayudando una vez más a Chris Redfield y a Jill Valentine a llegar hasta el final, donde vencieron a la creación definitiva de Umbrella, el T-A.L.O.S., la versión perfecta y más poderosa del Tyrant. Wesker se enfrentó con Sergei por última vez, quien, al someterse a un poderoso virus, podía transformarse a voluntad en una criatura extremadamente poderosa sin perder la razón o el habla.
Wesker triunfa y acaba con Sergei, guarda los datos de Umbrella en un disco y borra toda la información de los ordenadores de Umbrella, desconectando a la Red Queen (Reina Roja), que era la unidad central y principal de Umbrella. Wesker llevó a Umbrella al colapso, testificando personalmente ante tribunales en contra de la corporación y estableciendo la caza a nivel mundial de Ozwell Spencer.
Al final, Wesker, con los datos robados, planea reconstruir Umbrella bajo su mando y se prepara para ejecutar su plan final.

#### Resident Evil 4
En este videojuego Wesker trabaja en secreto y su misión es restaurar Umbrella (destruida hace ya 6 años tras la muerte de los Ashford y Serguei Vladimir, y la respectiva destrucción de sus bases asociadas de la Antártida y Rusia). Para ello necesita Las Plagas, que planea robar de Osmund Saddler. Con tal fin, envía a Ada Wong que supuestamente había muerto en Resident Evil 2 para que lo obtenga y a Jack Krauser, el cual está ya infiltrado en la secta que rinde culto a Las Plagas.
Ada y Krauser se vigilan mutuamente ya que no se fían el uno del otro. Pronto se descubre que es Ada la que juega sucio, pues aparte de salvar a Leon S. Kennedy, en su informe revela que está trabajando para alguien más, una empresa que, de igual forma, va tras el virus. Según tal informe, siguiendo las órdenes de esta supuesta empresa envía a Wesker un paquete distinto del que él espera esto sin duda se refiere al virus T. También es desbloqueable en el minijuego The Mercenaries. En este minijuego posee una técnica llamada "Shotei" que demuestra que sus poderes sobrehumanos siguen intactos.

#### Resident Evil 5
Según Wesker, «cada día la humanidad se acerca más a su autodestrucción», por eso planea «salvar» el mundo originando un nuevo Génesis con una invención que se ha creado con los virus y Las Plagas que ha ido obteniendo, que seleccionará, según él, a los que merecen sobrevivir de entre los que no, dotándolos de un gran poder.
Ahora trabaja con la compañía farmacéutica Tricell, con Excella Gionne (dirigente de la división africana de esta compañía) de su lado.
Después de haberse hecho con varias armas biológicas desde el principio de la serie hasta los sucesos de Resident Evil 4, Wesker logra crear, con la ayuda de Tricell y del capital adquirido por las ventas de sus muestras virales, el virus Uroboros a partir del virus progenitor original. También infecta con las nuevas Plagas una parte de África para la protección de sus planes.
En el año 2006, Wesker realiza una visita inesperada a Ozwell E. Spencer, quien le hace una inesperada revelación a sabiendas de que estaba en las puertas de la muerte: Wesker no era humano desde el principio, y que desde siempre fue un espécimen para experimentación en los planes de Spencer, ya que su cuerpo fue usado como material de investigación para determinar la resistencia del ser humano al virus Progenitor. No obstante, el experimento fue un fracaso dado que Albert Wesker fue el único superviviente del mismo. Toda la investigación irónicamente se encontraba en Raccoon City habiéndose perdido con la destrucción de la ciudad. Con toda esa oscura revelación sobre su origen, Wesker, enfurecido, traspasa el cuerpo de su antiguo jefe, matándolo en el acto; al tiempo que proclama que será el dios que Spencer nunca fue. Cuando, de pronto, Jill y Chris, sus antiguos subordinados que habían ido a arrestar a Spencer, se toparon con este muerto y Wesker mirando a distancia. Tras un breve enfrentamiento con sus excompañeros de la policía de Raccoon City, y en el momento más crítico, cuando estaba a punto de matar a Chris, Jill se interpone entre los dos, cayendo al fondo de un risco junto con Wesker.
A pesar de ello este no fue su final, ya que de alguna manera logró sobrevivir, llevándose a Jill gravemente herida con él y tras someterla al tratamiento médico adecuado, la criogenizó para utilizarla como espécimen de experimentación para el proyecto Uroboros. Sin embargo, y por suerte para Jill, el aparato que controlaba sus constantes vitales detectó ciertas anomalías. Algo estaba sucediendo en el interior de su cuerpo, y Wesker no pudo reprimir su curiosidad. Al investigar el caso descubrió que una forma mutante del T-Virus seguía dentro de ella. Se trataba de un remanente de la infección que contrajo en Raccoon City (Resident Evil 3). La cura que recibió debería haber eliminado todos los agentes víricos de su organismo, pero, en lugar de eso, hizo que el virus permaneciera en su cuerpo en estado latente. De alguna manera, al pasar un largo período criogenizada, el virus se había reactivado. Poco después de la reactivación del virus, este desapareció por completo, aunque dejó algo en su lugar: Wesker descubrió que el cuerpo de Jill poseía ahora anticuerpos extraordinariamente poderosos. Asombrosamente, durante todos esos años en los que el T-Virus había morado en su cuerpo, Jill había desarrollado un sistema inmunológico milagroso que la protegía de cualquier virus (incluyendo el Uroboros). Este descubrimiento alimentó las ambiciones de Wesker, pues creía que los anticuerpos de Jill podrían reducir la peligrosidad del virus, por lo que decidió mantenerla con vida para producir los anticuerpos necesarios para la investigación.
Tras un largo período de investigación y experimentación, Wesker consiguió perfeccionar Uroboros. Su participación en el desarrollo del virus descartó a Jill como cobaya para las pruebas, pues su cuerpo estaba protegido por anticuerpos puros e inalterados. No obstante, Wesker pensó que ya encontraría alguna utilidad para ella en otro momento.
Tras varios experimentos, Wesker decide poner su plan a punto; antes de lanzar el avión cargado con el Uroboros se lo inocula a Excella Gionne para acabar con su archienemigo y su compañera, Sheva Alomar. En el intento en vano, los dos agentes de la BSAA escapan del buque cisterna de Tricell antes de que se incinere, y se encuentran con Wesker. Después de una pequeña lucha entre los dos agentes de la BSAA y Wesker, los primeros le inyectan una sobredosis de su antídoto, el que usa él para que el efecto de sus habilidades no se vuelva en su contra. Entonces, empieza a sufrir los cambios, pero tras una breve charla se dispone a lanzar el Uroboros, y tras una breve pelea los agentes de la BSAA logran parar el avión estrellándolo en el cráter de un volcán en actividad, cayendo cerca de la lava. Ya abajo, presencian cómo Wesker se infecta a sí mismo con el virus Uroboros, transformándose en una horrible bestia. Después de la pelea final, un trozo de roca se parte por la mitad y Wesker cae a la lava. Al ser rescatados Chris y Sheva por un helicóptero manejado por Josh, Wesker los detiene agarrándose de la aeronave, demostrando que aún está vivo y busca destruirlos. Jill les da un lanzamisiles a cada uno con los que le disparan a Wesker y acaban definitivamente con él de una vez por todas.

### Otras apariciones

#### Lost Planet 2
En Lost Planet 2, Wesker solo aparece como un personaje jugable y desbloqueable, tanto para PlayStation 3 como para Xbox 360. Solo se obtiene a Albert en este juego si tienes una partida guardada de Resident Evil 5 o mediante el código: 72962792.

#### Marvel vs. Capcom 3: Fate of Two Worlds
Wesker aparece como un personaje jugable en el videojuego de lucha Marvel vs. Capcom 3: Fate of Two Worlds. En este juego es unos de los principales antagonistas. Wesker hace una alianza con Doctor Doom y otros villanos para unir los universos de Marvel y Capcom, y así poder conquistarlos. Pero todo este plan despierta una fuerza mucho más peligrosa y que podría destruir ambos mundos. En el juego, Wesker opta con sus habilidades sobrehumanas, con golpes cuerpo a cuerpo, su habilidad de telentransportarse, y es uno de los personajes más veloces del juego. Su apariencia es la misma del juego Resident Evil 5.

#### Resident Evil: The Mercenaries 3D
Su aparición en este videojuego para Nintendo 3DS, orientado en el minijuego The Mercenaries, ya ha sido confirmada.

## Su muerte, un legado
Masachika Kawata anunció que en Resident Evil 5 se explicaba el supuesto final definitivo para Wesker, pero que no sería descartable que hubieran sucesores que seguirían su legado oscuro, y entre los posibles candidatos para sustituirlo está Steve Burnside, un joven que estuvo como prisionero en la Isla Rockford, que junto con Claire Redfield decide escapar de esa pesadilla y de los hermanos Ashford; posteriormente Steve muere y declara el amor que sentía por Claire, sin embargo, Wesker toma su cuerpo y les dice a los Redfield que lo piensa revivir para sacar una muestra del virus T-Verónica; también dijo que iba a trabajar para él y que sus hombres ya se lo habían llevado. En teoría, Steve está en la misma organización (quizá la HCF u otra organización secreta de Wesker) a merced de sus científicos.
Otro posible sucesor de Albert es Alex Wesker, otro sujeto de prueba del experimento Proyecto Wesker (Proyecto W28), por el cual Albert fue concebido con la intención de formar "una nueva raza superior de seres humanos nacidos del virus Progenitor". Supuestamente, Alex trabajó para Ozwell E. Spencer en la búsqueda del virus que definitivamente le concedería la vida eterna y, tras conseguirlo, se fugó junto con el virus dejando a Spencer abandonado y con los días contados. Se sabía de este misterioso personaje muy poco al ser nombrado (nombrado en archivos) en Gold Edition hasta que hizo aparición en Resident Evil: Revelations 2 como la antagonista principal. El hipotético virus que posee podría abrir nuevas posibilidades en una saga que, como el propio Jun Takeuchi afirmó, está al borde de un cambio profundo.
En Resident Evil 6 aparece su hijo, bajo el nombre de Jake Muller, que tiene de compañera a Sherry Birkin (Hija de William Birkin). Aunque él no pareciera tener intenciones malignas, trabaja como mercenario al mejor postor.

## Apariciones

### Videojuegos
| N.º | Título                                 | Año  | Rol                 |
| --- | -------------------------------------- | ---- | ------------------- |
| 1.  | Resident Evil                          | 1996 | Antagonista         |
| 2.  | Resident Evil: Director's Cut          | 1997 | Antagonista         |
| 3.  | Resident Evil 2                        | 1998 | Cameo               |
| 4.  | Resident Evil Code: Veronica           | 2000 | Villano             |
| 5.  | Resident Evil (remake)                 | 2002 | Antagonista         |
| 6.  | Resident Evil Zero                     | 2002 | Aparición           |
| 7.  | Resident Evil 4                        | 2005 | Aparición (Jugable) |
| 8.  | Resident Evil: Deadly Silence          | 2006 | Antagonista         |
| 9.  | Resident Evil: The Umbrella Chronicles | 2007 | Protagonista        |
| 10. | Resident Evil 5                        | 2009 | Antagonista         |
| 11. | Resident Evil: The Darkside Chronicles | 2009 | Villano             |
| 12. | Resident Evil 5: Gold Edition          | 2010 | Antagonista         |
| 13. | Resident Evil: The Mercenaries 3D      | 2011 | Protagonista        |
| 14. | Resident Evil 6                        | 2012 | Mencionado          |
| 15. | Resident Evil HD Remaster              | 2015 | Antagonista         |
| 16. | Resident Evil: Revelations 2           | 2015 | Jugable             |
| 17. | Resident Evil Zero HD Remaster         | 2016 | Aparición           |
| 18. | Resident Evil: Umbrella Corps          | 2016 | Jugable             |

#### Películas
| N.º | Título                                 | Intérprete    | Año  | Rol          |
| --- | -------------------------------------- | ------------- | ---- | ------------ |
| 1.  | Resident Evil: Extinction              | Jason O'Mara  | 2007 | Antagonista  |
| 2.  | Resident Evil: Afterlife               | Shawn Roberts | 2010 | Antagonista  |
| 3.  | Resident Evil: Retribution             | Shawn Roberts | 2012 | Antagonista  |
| 4.  | Resident Evil: The Final Chapter       | Shawn Roberts | 2017 | Antagonista  |
| 5.  | Resident Evil: Welcome to Raccoon City | Tom Hopper    | 2021 | Protagonista |

### Libros
| N.º | Título                               | Rol          |
| --- | ------------------------------------ | ------------ |
| 1.  | Resident Evil: Hora cero             | Aparición    |
| 2.  | Resident Evil: Conspiración Umbrella | Antagonistas |
| 3.  | Resident Evil :Código Verónica       | Villano      |